# Leopoldo Sánchez Celis
Leopoldo Sánchez Celis (Cosalá, 14 de febrero de 1916-Cuernavaca, 7 de agosto de 1989) fue un político mexicano, que se desempeñó como Gobernador de Sinaloa entre 1963 y 1968.
Perteneció al Partido Revolucionario Institucional (PRI), habiendo sido electo Senador por aquel partido representando a Sinaloa. 
Uno de sus custodios personales había sido el narcotraficante y expolicía Miguel Ángel Félix Gallardo, con quien mantenía una extensa amistad, tanto que Félix Gallardo fue el padrino de bodas de uno de sus hijos, Rodolfo Sánchez Duarte en 1983. Este fue torturado y asesinado, presuntamente por orden de Félix Gallardo luego de alguna pelea entre Sánchez Celis y este, o por los alegados vínculos del gobernante con el narcotráfico.